# Jaqueline Fleming

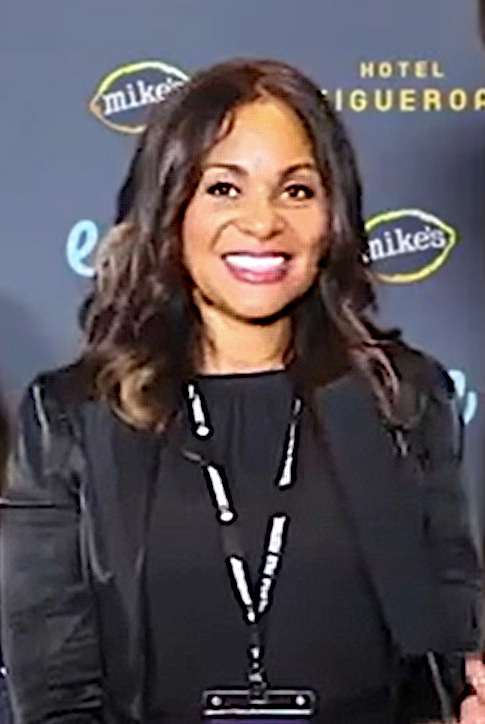
Jaqueline Fleming (2018)

Jaqueline Cherie Fleming (* 10. September 1977 in Kopenhagen, Dänemark) ist eine US-amerikanische Schauspielerin, die zumeist in Filmproduktionen, aber auch als Gastdarsteller in Fernsehserien eingesetzt wird. Sie ist die Cousine des Football-Hall-of-Famers Kellen Winslow sowie die Großcousine von dessen Sohn, dem heute ebenfalls aktiven American-Football-Spieler Kellen Winslow II. Neben ihrer schauspielerischen Tätigkeit betreibt Fleming auch eine eigene Schauspielschule mit Sitzen in Metairie und Lafayette im US-Bundesstaat Louisiana.

## Leben
Jaqueline Fleming wurde als Tochter eines amerikanischen Militärangehörigen und einer deutschstämmigen Dänin im Jahre 1977 in der dänischen Hauptstadt Kopenhagen geboren, wuchs aber im mehr als 6000 km entfernten New York in den Vereinigten Staaten auf. Nachdem ihre leibliche Mutter starb, als sie gerade neun Monate alt war, wuchs sie bei ihrem Vater auf, der sich mit ihr neben New York auch in weiteren US-amerikanischen Städten, unter anderem auch Chicago, niederließ und dort seine Tochter aufzog. Da ihr Vater während ihrer Kindheit bzw. Jugend immer wieder verschiedene Lebensgefährtinnen hatte, hatte Jaqueline Fleming im Laufe der Jahre fünf verschiedene Mutterersätze und mindestens 20 verschiedene Halbgeschwister. Dies bestärkte sie nach eigenen Angaben darin, an einer späteren Karriere als Schauspielerin zu arbeiten. Im Alter von acht Jahren kam sie zu ihren ersten Schauspielrollen, wobei sie anfangs vor allem in lokalen Theaterspielstätten zu sehen war. Mit 16 Jahren übernahm Fleming schließlich ihre erste professionelle Theaterrolle, als sie in Ntozake Shanges Stück For Colored Girls Who Have Considered Suicide When the Rainbow Is Enuf gecastet wurde. Nach ihrem High-School-Abschluss in New York zog Fleming nach St. Louis, wo sie von der Webster University ein Stipendium (full academic scholarship) bekam. Von dort an studierte sie in den Bereichen „Film“ und „Fernsehen“ und machte ihr Diplom schließlich am Columbia College Chicago. Während ihrer Zeit in Chicago wurde die ehrgeizige junge Schauspielerin auch in dutzenden verschiedenen regionalen und nationalen Werbespots eingesetzt, war in Independentfilmen oder in Print-Medien zu sehen oder war im Voice-over-Bereich tätig. Zudem wurde sie im Jahre 1996 mit einem Joseph Jefferson Award, kurz Jeff Award, für ihre besonderen Leistungen als Schauspielerin ausgezeichnet und durfte somit die höchste Auszeichnung in der Theatergesellschaft der Stadt entgegennehmen.
Nach zahlreichen Theaterauftritten und kleineren Fernsehauftritten kam Fleming 1995 zu einer ersten nennenswerten Mitarbeit in einem Spielfilm, als sie in George Tillman juniors Debütfilm Scenes for the Soul in die Rolle der Lisa schlüpfte. Nachdem sie in den darauffolgenden Jahren an weiteren Filmen wie Die andere Mutter (1995; unter anderem zusammen mit Halle Berry) Girlfriends (1996) oder Love Jones (1997; unter anderem mit Nia Long und Larenz Tate) mitwirkte und dabei zumeist in nicht unwesentlichen Nebenrollen zu sehen war, befolgte sie den Rat der gerade aufstrebenden Schauspielerin Halle Berry und versuchte in Hollywood Fuß zu fassen. Dort bekam Fleming anfangs Gastrollen in verschiedenen Fernsehserien, und erst im Laufe der Jahre kam sie in verschiedenen Spielfilmen zum Einsatz, obgleich sie nebenbei auch noch immer für Werbespots gebucht wurde. Während sie bis Ende der 1990er in jeweils einer Episode der The Good News (1997), Sparks & Sparks (1997), Mister Funky – Die Steve-Harvey-Show (1998), Ein schrecklich nettes Haus (1998), Damon (1998), Der Hotelboy (1998) und The Wayans Bros. (1999) eingesetzt wurde, kam sie in diesem Zeitraum nur in einem einzigen Spielfilm zum Einsatz. In Park Day hatte sie die Nebenrolle der Val inne. Nachdem sie zu Beginn des neuen Jahrtausends nur noch zu wenigen Engagements in Fernsehserien gekommen war, arbeitete sie zusehends an ihrem Film-Durchbruch. Während sie in den Jahren 2000 und 2001 in jeweils einer Folge von For Your Love und The Andy Dick Show mitwirkte, war sie ab 2000 vermehrt in größeren Filmproduktionen zu sehen.
Nach einer Rolle im Film Obstacles, der im deutschsprachigen Raum auch unter dem Titel City of Crime – Obstacles veröffentlicht wurde, brachte es Fleming 2001 im Spielfilm All or Nothing und im Kurzfilm Our Journey zu weiteren Engagements. 2003 besetzte sie in den Filmen Tara, Malibooty! und Vegas Vampires jeweils eine kleine und eher unwesentliche Nebenrolle. 2004 kam sie erneut in drei verschiedenen Spielfilmen (Mr. 3000, Hair Show und The Brooke Ellison Story) zum Einsatz, hatte dabei jedoch jedes Mal nur eine Gastrolle inne oder wurde mit einem Cameo-Auftritt belegt. 2007 folgten Auftritte in den Filmen Tournament of Dreams, All About Us und Redrum eingesetzt wurde, wobei sie zumeist nur in kleineren Nebenrollen zu sehen war. Nach lediglich einem Film im Jahr 2009, dem ähnlich wie Ein ganz verrückter Freitag aufgebauten Film Sister Switch, in dem sie neben Kadeem Hardison die weibliche Hauptrolle spielt, war Jaqueline Fleming 2010 gleich in mehreren größeren Filmen zu sehen, die in diesem Jahr ihre Premiere hatten. So sah man sie in Sickle, Enemies Among Us, Die Rache der Brautjungfern, R.E.D. – Älter, Härter, Besser sowie auch in zwei Episoden der Fernsehserie Treme, wo man sie in der Rolle der Angela Nelson sah. 2011 sah man sie bereits in der Nebenrolle der Angela Lucetti in The Ledge sowie in einer kleinen Rolle als Verkäuferin in Kein Mittel gegen Liebe. Weitere Filme wie The Door, Woman Thou Art Loosed: On the 7th Day, Contraband oder Abraham Lincoln: Vampire Hunter sind für 2011 bzw. 2012 geplant. Im letztgenannten Film ist sie in der Rolle der Harriet Tubman, der wohl bekanntesten Fluchthelferin der Underground Railroad, zu sehen.
Im Januar 2009 eröffnete Fleming eine Schauspielschule in New Orleans, die sie zumeist selbst betreut, und dabei unter anderem das junge Talent Taylor Faye Ruffin förderte und ausbildete, die mit Flemings Hilfe ihren Durchbruch schaffte. Im Laufe der Jahre breitete sich ihre Acting Studio auch auf die Ortschaften Metairie und Lafayette im selben Bundesstaat aus. Neben diesen Tätigkeiten ist sie auch mit Freiwilligen- und Wohltätigkeits-Arbeiten beschäftigt und versucht sich zudem als Unternehmerin bzw. ist darum bemüht, vor allem den Menschen in ihrer Heimatstadt den Weg ins Show-Business zu ebnen und ihnen zu Erfolg zu verhelfen. Andere Nachwuchsschauspielern, denen sie weiterhalf, sind unter anderem Aaliyah Paul, Ra’jel Nelson, Michaela Smith, Gralen Bryant Banks oder John Calvin McCann. Zudem verhalf sie zahlreichen Schauspielstudenten zu Rollen in Louisiana oder Atlanta. Seit 2008 hat Jaqueline Fleming ihren Hauptwohnsitz in New Orleans; auch ihre Schwester ist im Film- und Fernsehbereich tätig.

## Filmografie (Auswahl)
Filmauftritte (auch Kurzauftritte)
- 1995: Scenes for the Soul
- 1995: Die andere Mutter (Losing Isaia)
- 1996: Girlfriends
- 1997: Love Jones
- 1998: Park Day
- 2000: Obstacles (City of Crime – Obstacles (deutscher DVD-Titel))
- 2001: All or Nothing
- 2001: Our Journey
- 2003: Tara (auch Hood Rats)
- 2003: Malibooty!
- 2003: Vegas Vampires
- 2004: Mr. 3000
- 2004: Hair Show
- 2004: The Brooke Ellison Story
- 2006: Noch einmal Ferien (Last Holiday)
- 2006: Zum Glück geküsst (Just My Luck)
- 2007: Tournament of Dreams
- 2007: All About Us (auch Clarksdale)
- 2007: Redrum
- 2009: Sister Switch
- 2010: Sickle
- 2010: Enemies Among Us (auch Attack the Governor)
- 2010: Die Rache der Brautjungfern (Revenge of the Bridesmaids)
- 2010: R.E.D. – Älter, Härter, Besser (Red)
- 2011: The Ledge – Am Abgrund (The Ledge)
- 2011: Kein Mittel gegen Liebe (A Little Bit of Heaven)
- 2012: Abraham Lincoln Vampirjäger (Abraham Lincoln: Vampire Hunter)
- 2012: Contraband

Serienauftritte (auch Gast- und Kurzauftritte)
- 1997: The Good News (1 Episode)
- 1997: Sparks & Sparks (Sparks) (1 Episode)
- 1998: Mister Funky – Die Steve-Harvey-Show (The Steve Harvey Show) (1 Episode)
- 1998: Ein schrecklich nettes Haus (In the House) (1 Episode)
- 1998: Damon (1 Episode)
- 1998: Der Hotelboy (The Jamie Foxx Show) (1 Episode)
- 1999: The Wayans Bros. (1 Episode)
- 2000: For Your Love (1 Episode)
- 2001: The Andy Dick Show (1 Episode)
- 2006: CSI: Miami (1 Episode)
- 2010: Treme (2 Episoden)

## Auszeichnung
- 1996: „Joseph Jefferson Award Citation for Actress in a Supporting Role“ für ihr Engagement im Theaterstück „The Trial of One Short-Sighted Black Woman“ an der ETA Creative Arts Foundation in Chicago, Illinois